# Pedicularis elliotii
Pedicularis elliotii är en snyltrotsväxtart som beskrevs av Tsoong. Pedicularis elliotii ingår i släktet spiror, och familjen snyltrotsväxter. Inga underarter finns listade i Catalogue of Life.